# Gilles Amado
Pour les articles homonymes, voir Amado.
Gilles Amado, né le 19 juin 1949 à Paris et mort dans la même ville le 6 juillet 2023,, est un réalisateur de télévision français.

## Biographie
Gilles Amado est le fils d'Éric Amado, ancien chanteur qui a longtemps collaboré avec Jo Dona à France Inter (Interdanse) et de Christiane Mallarmé, l'une des premières réalisatrices radio à l'ORTF.
Enfant et adolescent, il a prêté sa voix à de nombreuses dramatiques pour l'ORTF.
Avant de devenir réalisateur, il a exercé comme monteur puis chef monteur. C'est à cette époque qu'il collabore notamment avec le journaliste Michel Parbot et Jacques Ertaud.
Gilles Amado réalise la captation principale du défilé du 14 juillet sur les Champs-Élysées depuis 1995.
En parallèle à sa carrière de réalisateur, Gilles Amado est producteur de télévision, ainsi que documentariste.
Gilles Amado a écrit et réalisé un documentaire sur le designer Raymond Loewy (La laideur se vend mal) et sur le destin de 1 000 Réunionnais déportés en métropole pour repeupler la Creuse (L'enfance volée des Réunionnais de la Creuse).
Il siège également à la SACEM au titre d'administrateur.

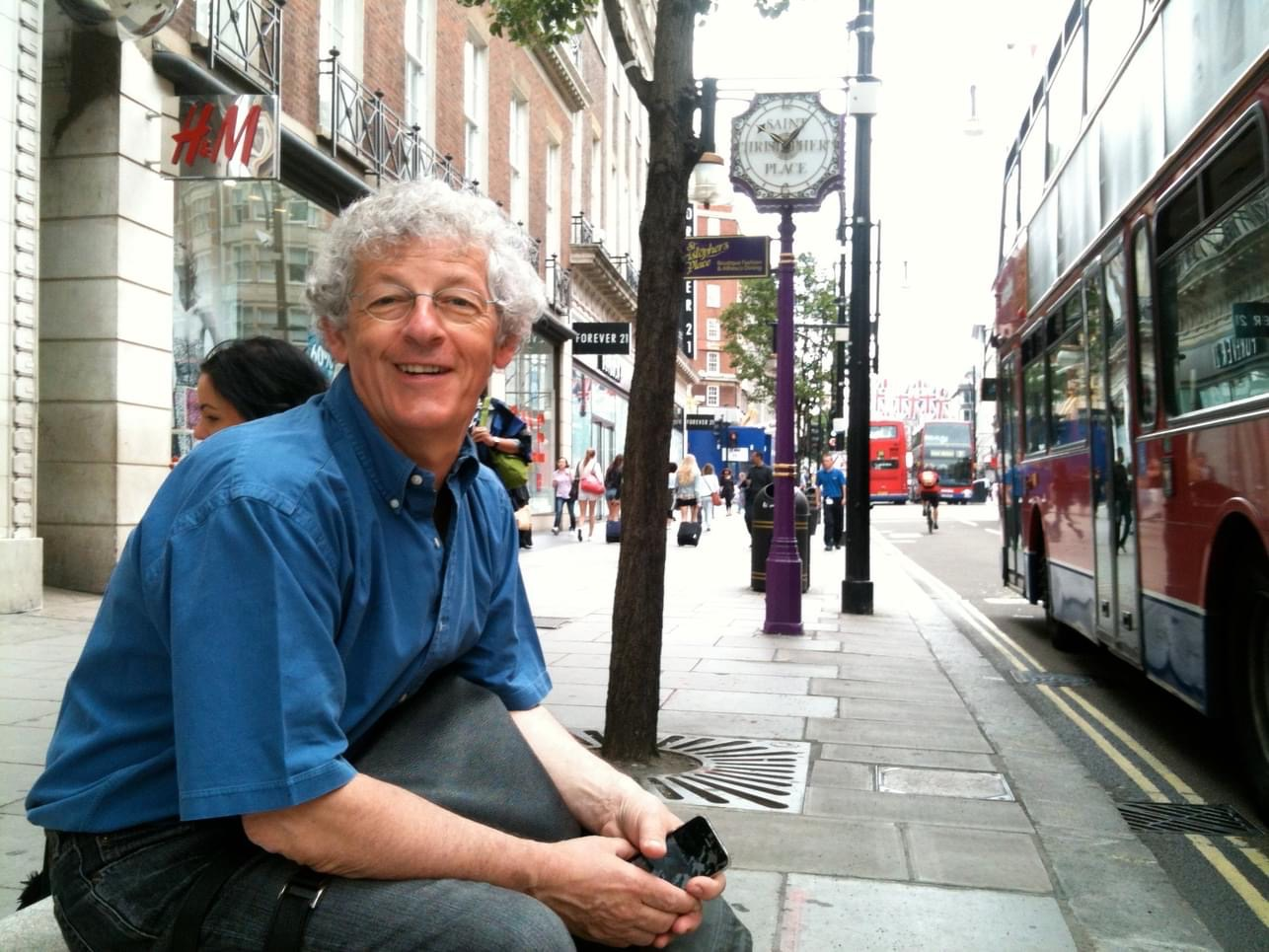

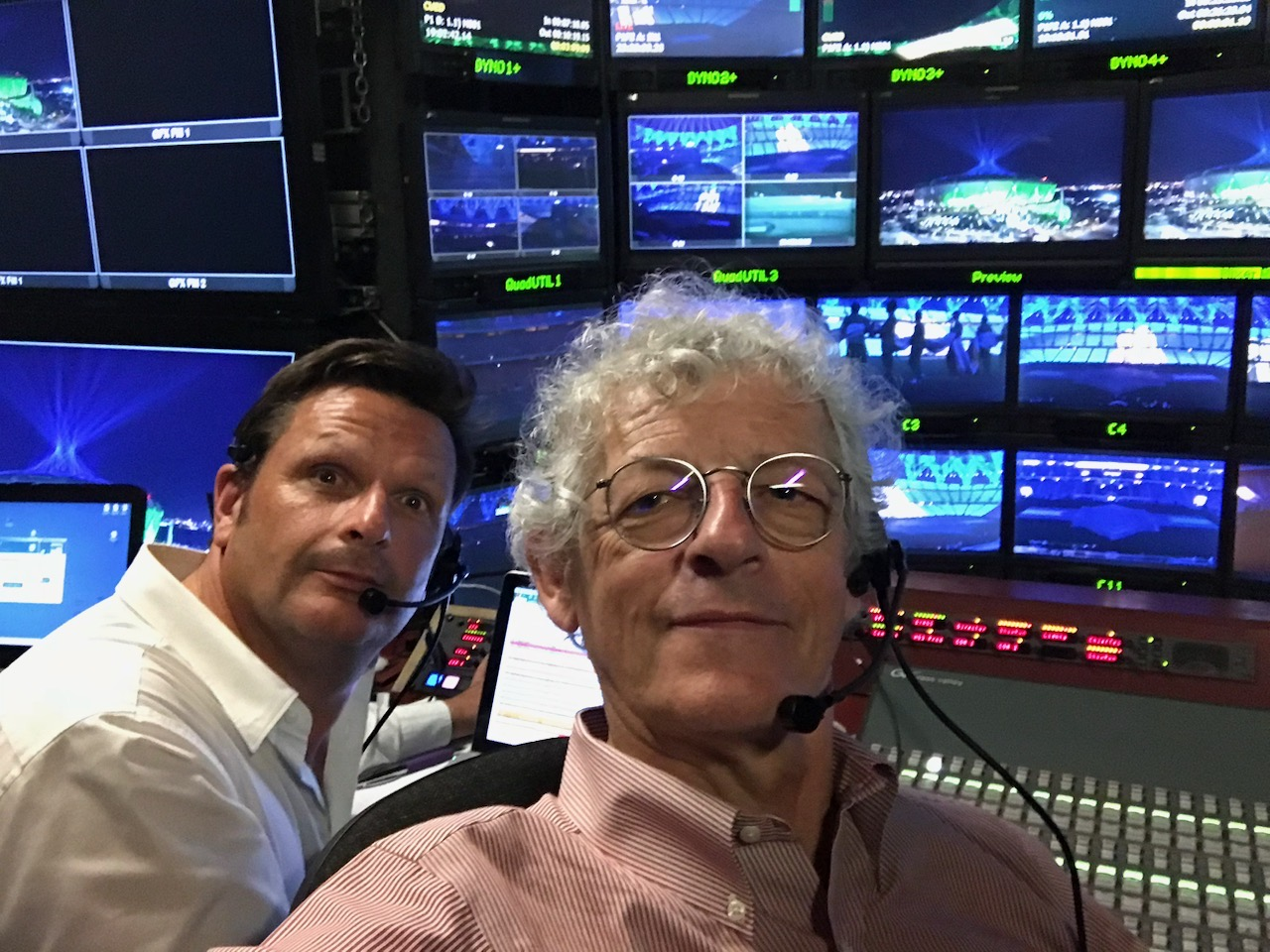

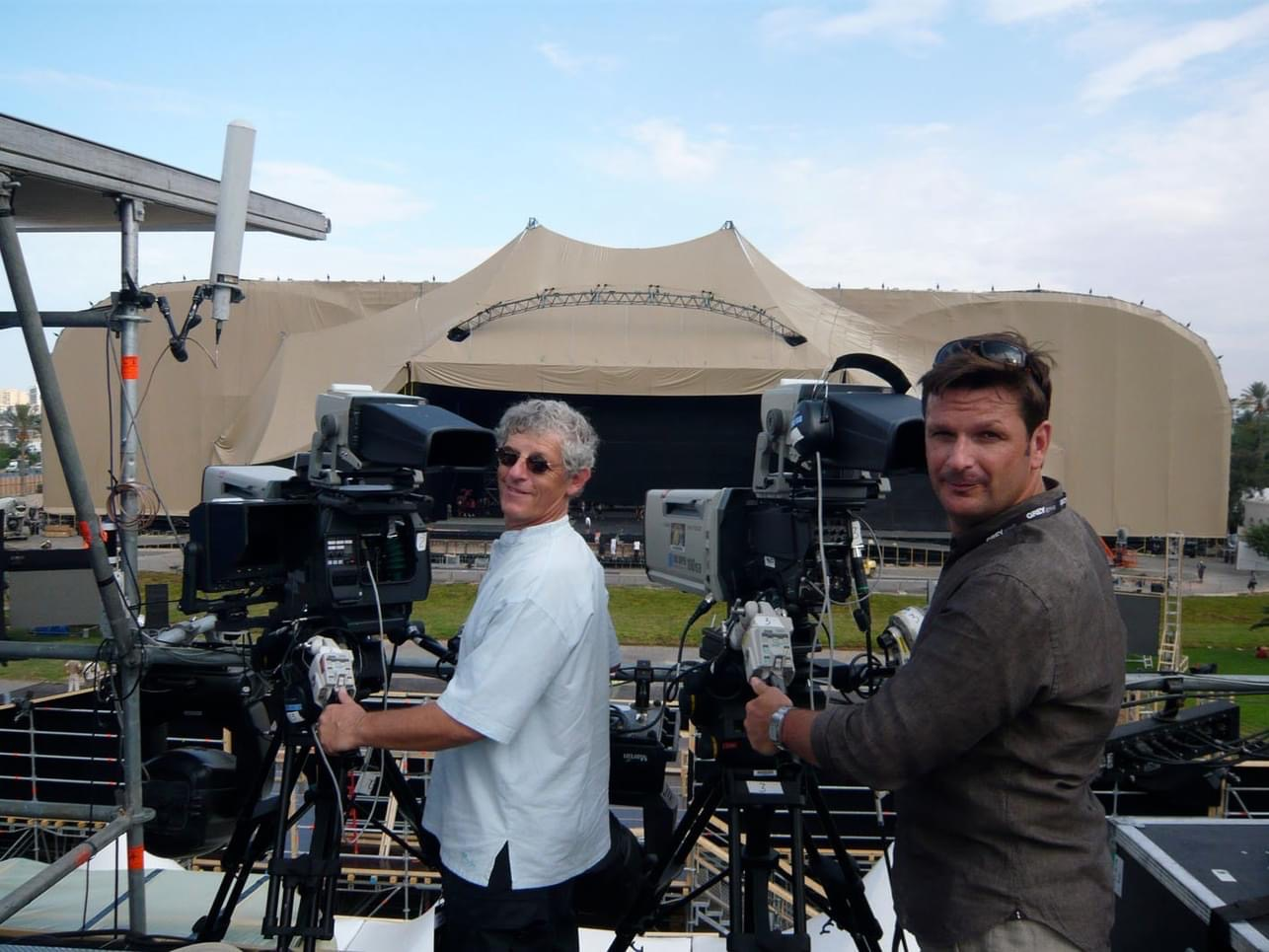

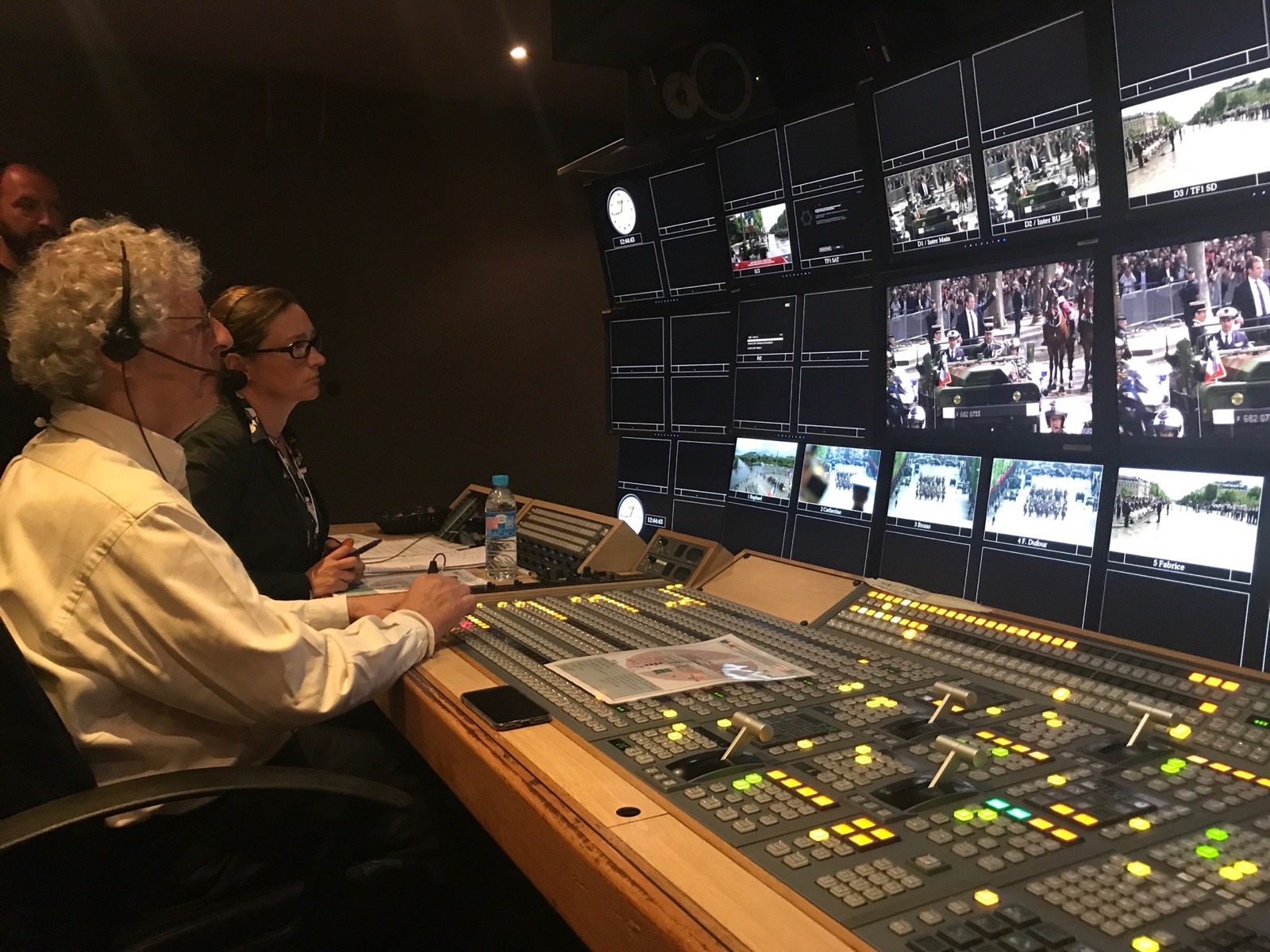
Gilles Amado - 14 juillet 2017 - Régie

Il meurt le 6 juillet 2023,.

## Filmographie

### Grands directs
- Défilé du 14 juillet - Captation principale (TF1, France 2...) depuis 1995
- 50 ans du débarquement - TF1 - 1995
- 60 ans du débarquement - TF1 - 2004 - 60 pays
- Élections présidentielles - TF1
- Élections régionales - TF1
- Coupe du monde de football, La marche des géants - TF1 - 1998
- Le Millénium - TF1 - Réveillon 1999/2000
- Commémoration des 60 ans de la libération de Paris - TF1 - 2004
- Festival interceltique de Lorient - TF1
- Euro Disney : L'Ouverture - TF1 - 1992
- NRJ Music Awards - TF1
- Rendez-Vous de Stars aux Walt Disney Studios - TF1
- Obsèques de Johnny Hallyday (TF1, France 2,...) - 2017

### Émissions
- Sacrée Soirée - TF1
- Disney Parade - TF1
- Succès fous - TF1
- Les Grosses Têtes - TF1
- Stars 90 - TF1
- Sans aucun doute - TF1
- Les années tubes - TF1
- Touché, gagné ! - TF1
- Disney Club Été - TF1
- NRJ Music Awards - TF1
- Les Restos du Cœur - TF1 en 1994 et 1995
- Intervilles - TF1, France 3
- Miss France - 1995 France 3, de 1996 à 2003 TF1
- Ciel, mon mardi ! - TF1
- Capitale d'un soir - TF1
- C'est encore mieux l'après-midi - Antenne 2
- Toutes folles de lui été 1986 tournée de nuit dans une salle de sport porte Maillot - Antenne 2
- Récré A2 - Antenne 2
- Fort Boyard - France 2
- On vous dit pourquoi - France 2
- Fallait y penser ! - France 2
- Nouvelle Star - M6
- Quelle famille - M6
- Soaperette - Fox Life puis NRJ 12 pour la France et sur Plug RTL pour la Belgique.
- La Zone Xtrême
- Les Picassiettes

### Captations
- Notre-Dame de Paris
- Roméo et Juliette, de la haine à l'amour
- Les Demoiselles de Rochefort
- Belles belles belles
- Michel Sardou
- Mireille Mathieu : concert au Palais des Congrès janvier 1986
- L'amour de la danse - Maurice Béjart
- Pierre Palmade
- Hubert-Félix Thiéfaine : Zénith 1985